# Red de Magos Solidarios
La Red de Magos Solidarios es una entidad sin fines de lucro que aglutina a los amantes de la magia como espectáculo en la ciudad de Buenos Aires, fue fundada el 1 de diciembre de 1999 y tiene como principal objetivo el llevar el arte escénico de la magia a quienes más lo necesitan.
La Red de Magos Solidarios (Red Maso) es miembro de la Federación Latinoamericana de Sociedades Mágicas (FLASOMA) y de la Federación Internacional de Sociedades Mágicas (FISM).

## Objetivos
El principal objetivo de la Red Maso es brindar espectáculos mágicos solidarios a personas que de otra forma no accederían al momento cultural en cuestión. Fue declarada de interés cultural por la Legislatura de la Ciudad de Buenos Aires y recibió numerosas distinciones de gobiernos provinciales y municipales en Argentina.

## Actividades
La Red de Magos Solidarios desarrolla las siguientes actividades:
- Espectáculos periódicos en distintos lugares de interés público como cárceles,[5] escuelas,[6] comedores, centros culturales, hospitales[7]  y otros sitios oficiales.
- Reuniones periódicas: Semanalmente tienen reuniones donde discuten diferentes temas relacionados con la Magia, estudian técnicas mágicas, analizan vídeos y presentan conferencias para los miembros.[8][9]
- Espectáculos: La Red Maso ha organizado espectáculos mágicos que se han presentado en todo el territorio de la República Argentina.[10][11]
- Congresos: Este grupo ha participado en diferentes congresos de magia donde ha representado al país. Destacándose la participación en los congresos de la Federación Latinoamericana de Sociedades Mágicas desde 1992, el congreso mundial de magia de la Federación Internacional de Sociedades Mágicas (FISM) y congresos menores en todo el mundo. A su vez a organizado eventos en Argentina y en el exterior, destacándose el denominado Twittermagia, un congreso[12]

## Representantes de la Red Maso
Distintos magos han representado a la Red de Magos Solidarios en competencias internacionales de magia:
- FLASOMA (2004) VII Congreso Latinoamericano de Magia, Buenos Aires, Argentina: Marcel obtuvo el primer premio en la categoría Magia de cerca con su rutina “Mosqueta de Don Enrique”[13]  y Pablo´s Bill fue condecorado con el segundo premio en Magia Argumentada.
- FISM XXIV (2009) Pekín: Tony Montana obtuvo el tercer premio en la categoría de Mentalismo.[14]
- FLASOMA (2013) XI Congreso Latinoamericano de Sociedades Mágicas y II Campeonato FISIM Latinoamérica, Santiago de Chile, Chile: Nicolás Pierri logró el tercer premio en la categoría Cartomagia.[15]
- Sacate la Galera (2013), Alan Brian Levy, como campeón argentino de magia en el Twittermagia 2013, fue contratado para actuar en el congreso mendocino.[16]
- FISM XXVI (2015) Rimini: Marcelo Insua, ganador en 2012 del premio especial a Invención en el FISM XXV, representó a la Red Maso en la categoría Cartomagia, obteniendo  62,43 puntos.